# Comuna de Spiczyn
Spiczyn (polaco: Gmina Spiczyn) é uma gminy (comuna) na Polónia, na voivodia de Lublin e no condado de Łęczyński. A sede do condado é a cidade de Spiczyn.
De acordo com os censos de 2004, a comuna tem 5422 habitantes, com uma densidade 65,2 hab/km².

## Área
Estende-se por uma área de 83,1 km², incluindo:
- área agrícola: 70%
- área florestal: 22%

## Demografia
Dados de 30 de Junho 2004:
|                      | Total   | Total | Mulheres | Mulheres | Homens  | Homens |
| -------------------- | ------- | ----- | -------- | -------- | ------- | ------ |
|                      | pessoas | %     | pessoas  | %        | pessoas | %      |
| População            | 5422    | 100   | 2735     | 50,4     | 2687    | 49,6   |
| Densidade (pop./km²) | 65,2    | 100   | 32,9     | 32,9     | 32,3    | 32,3   |

De acordo com dados de 2002, o rendimento médio per capita ascendia a 1120,26 zł.

## Subdivisões
- Charlęż, Januszówka, Jawidz, Kijany, Ludwików, Nowa Wólka, Nowy Radzic, Spiczyn, Stawek, Stoczek, Zawieprzyce, Zawieprzyce-Kolonia, Ziółków.

## Comunas vizinhas
- Lubartów, Ludwin, Łęczna, Niemce, Ostrów Lubelski, Serniki, Wólka